# جياكومو ديلا بورتا
جياكومو ديلا بورتا (بالإيطالية: Giacomo della Porta)‏ (تقريبًا 1533-1602) كان مهندسًا معماريًا ونحاتًا إيطاليًا عمل على العديد من المباني الهامة في روما، بما فيها كاتدرائية القديس بطرس. ولد في بورليتسا في لومبارديا وتوفي في روما.